# Apicia melenda
Apicia melenda là một loài bướm đêm trong họ Geometridae.